# فيدجيفانو (بافيا)

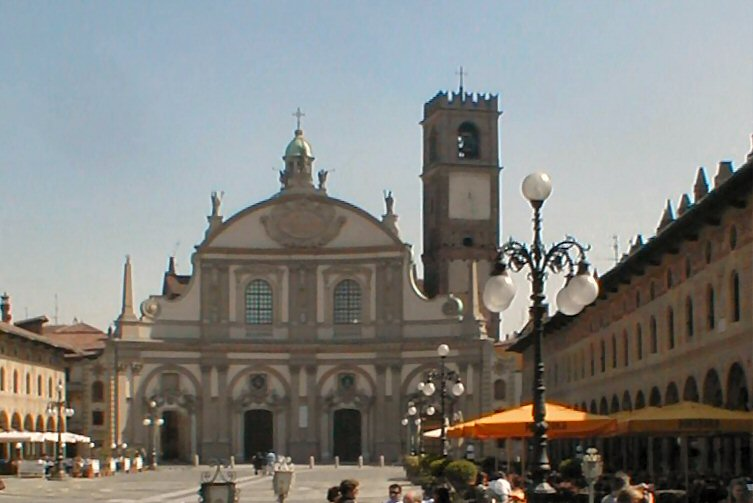
الساحة الرئيسية

فيدجيفانو (بالإيطالية: Vigevano)‏، مدينة في شمال إيطاليا في مقاطعة بافيا ضمن إقليم لومبارديا، تمتلك عدد كبير من الكنوز الفنية، وتجرى بها أعمال صناعية ضخمة كما أنها مركز مهم لزراعة الأزر، عدد سكانها 59.964 نسمة.

## السكان
في سنة 1861 بلغ عدد السكان 17٬328 نسمة، وتطور العدد ليصل في سنة 2011 لـ 60٬109 نسمة.
يظهر هذا المخطط البياني تطور النمو السكاني لـ فيدجيفانو (بافيا)

## التاريخ
أقدم اشعارات الأخبار من فيدجيفانو تعود إلى القرن العاشر بعد الميلاد، حين كانت مكان الإقامة المفضل لملك اللومبارديين اردوين، نظرا لمتعة الصيد في المناطق المجاورة. كانت فيدجيفانو بلدية غيبيلينية، وكانت المفضلة لدى الإمبراطور فحاصرتها واستولت عليها ميلانو عام 1201 ومرة أخرى في 1275.
و في عام 1328 استسلمت إلى أتسوني فيسكونتي، ثم تقاسم الثروات ميلانو السياسية.
بنى فيليبو ماريا فيسكونتي في عام 1445 كنيسة سان بييترو مارتييري مع دير الدومينيكي القريب. في الاعوام الأخيرة من هيمنة عائلة فيسكونتي حاصرها فرانشيسكو سفوزا وهو من أبناء المدينة. الذي حسم السلطة في لومبارديا، وأنشأ سفوزا مقرا للاسقفية.
بعد خروج قانون طرد الموريسكيين من إسبانيا سنة 1609، لجأ الأمير المغربي مولاي الشيخ الذي كان منفياً بمدريد، إلى قرية فيدجيفانو، وتوفي بها.

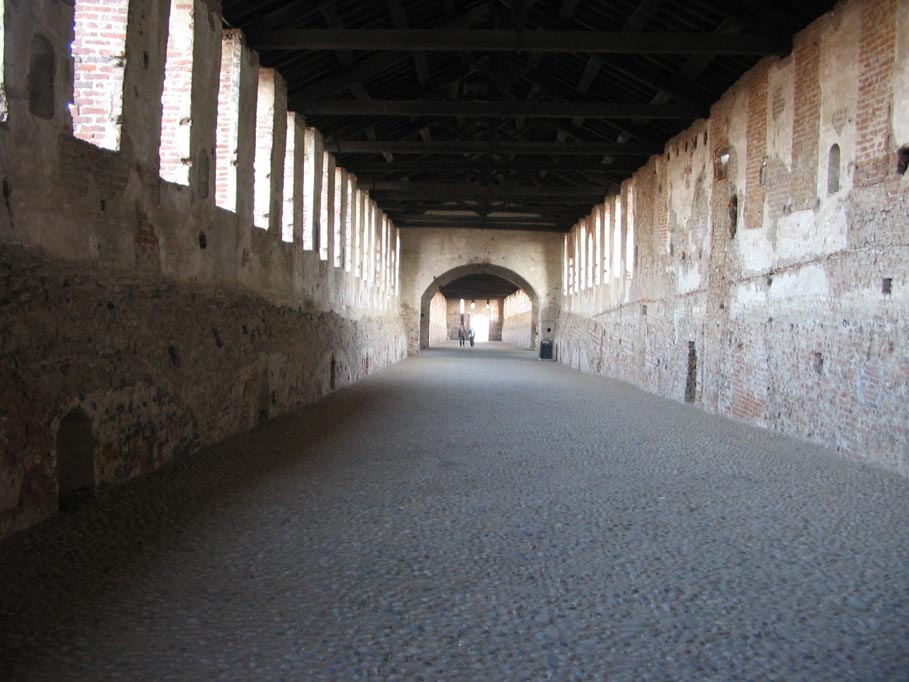
الرواق الشهير في قصر سفورسيسكو
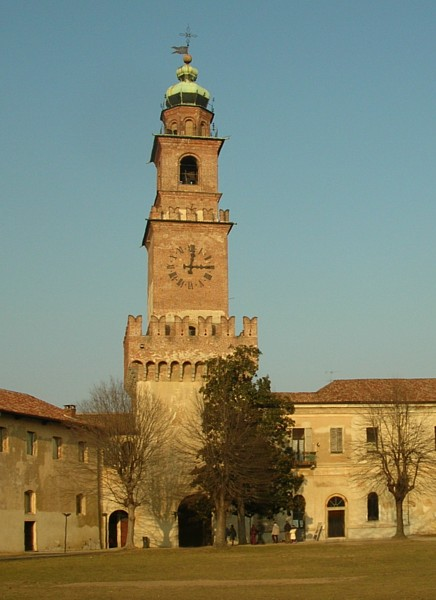
برج برامانتي في قصر سفورسيسكو
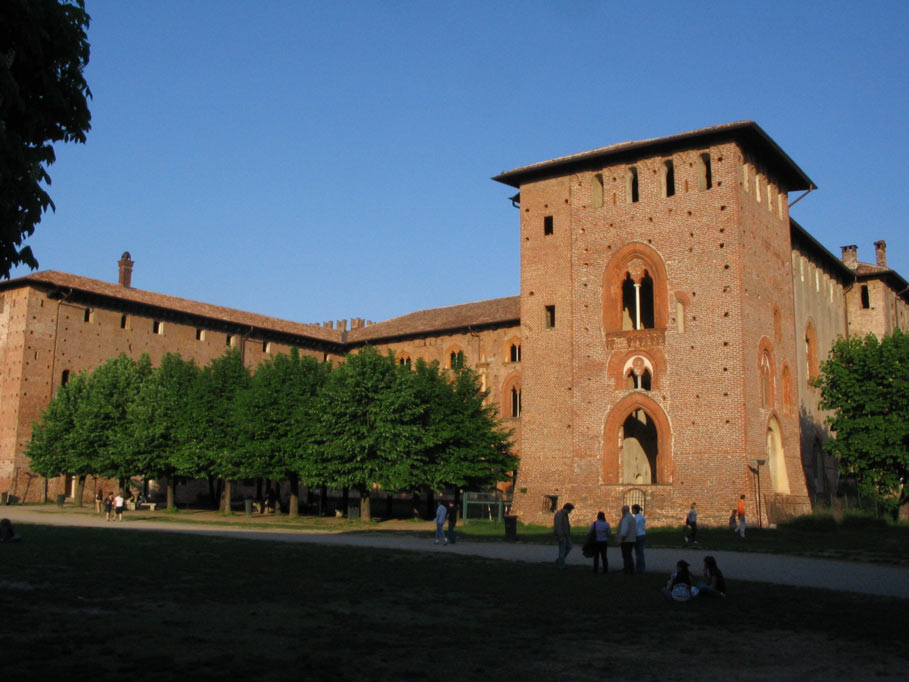
ساحة قصر سفورسيسكو

## توأمة
لفيدجيفانو (بافيا) اتفاقيات توأمة مع كل من:
- ماتيرا
- ونجو
- فيكارا
- كارديف

## أعلام
- فيدريكو فارانو
- جياني ميرلو
- فرانشيسكو سفورزا الثاني
- حزقيال غوتيريز
- ميشيل
- أماليا بيليجريني
- أندريا سونسين